# Siricoidea
Siricoidea é uma superfamília de vespas basais ("Symphyta") da ordem de insetos Hymenoptera, incluindo sete famílias de vespas (quatro extintas) que alimentam-se de madeira. São vespas grandes (15 a 30 mm de comprimento), robustas, e ciíndricas, que variam em coloração do totalmente preto ao conter bandas amarelas, algumas vezes com manchas branas sobre a cabeça. As asas pode ser escuras, amarelas, ou transparentes. O ovipositor das fêmeas é tipicamente comprido e proeminente para trás, usado para furar a madeira.

## Famílias
- Anaxyelidae (vespas do cedro, antes alocadas em sua própria superfamília, Anaxyeloidea)
- Siricidae
- Xiphydriidae (por vezes considerada como parte de uma superfamília separada: Xiphydrioidea)
- † Daohugoidae
- † Protosiricidae
- † Pseudosiricidae
- † Sinosiricidae

(Alguns autores consideram apenas Siricidae dentro desta superfamília).